# Masa asfaltowa
Masa asfaltowa – mieszanka asfaltu z kauczukiem syntetycznym albo żywicami syntetycznymi. Materiał stosowany jest jako powłoka zabezpieczająca i konserwująca pokrycie dachowe z papy, do wykonywania powłok izolacji przeciwwilgociowej, powłoka antykorozyjna itp. Masy asfaltowe stosuje się także do wypełniania szczelin dylatacyjnych.